# Handle with Care (canción)
«Handle with Care» es una canción del supergrupo Traveling Wilburys, publicada en su primer álbum de estudio, Traveling Wilburys Vol. 1. Compuesta entre los cinco miembros del grupo, George Harrison, Jeff Lynne, Roy Orbison, Tom Petty y Bob Dylan, «Handle with Care» fue también publicada como primer sencillo y alcanzó el puesto 45 en la lista Billboard Hot 100, el dos en Hot Mainstream Rock Tracks, el veintiuno en la británica UK Singles Chart y el tres en la lista de sencillos de Australia.
La canción obtuvo una reseña retrospectiva altamente positiva del periodista Mattew Greenwald, en Allmusic, quien describió la canción como «uno de los discos más memorables de la década de 1980». Greenwald escribió: «Musicalmente, la canción está construida sobre un patrón de acordes folk rock descendente y algunos finos movimientos de clave. George Harrison se encarga de los versos, y también hay dos puentes excelentes que ofrecen Roy Orbison y Bob Dylan. La sección de Orbison capitaliza su impresionante rango vocal operístico y el efecto es maravilloso».

## Historia
La canción fue originalmente compuesta como cara B del sencillo de George Harrison «This Is Love». Harrison aún no había compuesto la cara B cuando una reunión improvisada de los futuros miembros del grupo se convirtió en una improvisación informal. Tratando de encontrar una idea para la canción mientras se relajaban en el jardín cerca del estudio de grabación de Bob Dylan, Harrison se inspiró cuando vio una caja en el garaje de Dylan que decía: «Handle with care». La caja también inspiró el primer verso: «Been beat up and battered around». La canción al completo le siguió pronto, con diferentes miembros aportando diversos versos. El grupo se trasladó al estudio y grabó la pista básica que posteriormente fue pulida por Jeff Lynne como productor musical.
Warner Bros. Records, compañía de Harrison, decidió que la canción era lo suficientemente buena como para relegarla a una cara B. Alentado por esta respuesta y tras la agradable experiencia de grabar juntos, el grupo volvió a reunirse para grabar el primer álbum de los Wilburys, que incluyó «Handle with Care» como tema principal, acreditado "Harrison, Dylan, Jeff Lynne, Tom Petty, Roy Orbison".
El video musical de la canción incluyó a los cinco miembros del grupo interpretando la canción en un edificio abandonado y cantando alrededor de un micrófono pasado de moda, con el batería Jim Keltner en un segundo plano. El video también cuenta con breves cortes que muestran fotos fijas de los cantantes durante su adolescencia.
«Handle with Care» supuso la última publicación musical de Roy Orbison, que murió a causa de un infarto el 6 de diciembre de 1988.

## Versiones
En 1989, Hobo-Ekspressen, una banda danesa, publicó «En at bli' som», una versión de la canción traducida al danés en un sencillo con «Be bap a lula» como cara B. En 2001, Jamie Hoover versionó la canción en el álbum tributo a Jeff Lynne Lynne Me Your Ears: A Tribute to the Music of Jeff Lynne.
El 29 de noviembre de 2002, la canción fue incluida en la lista de canciones interpretada durante el Concert for George, un concierto homenaje a George Harrison organizado en el Royal Albert Hall de Londres. La canción fue interpretada por Tom Petty and the Heartbreakers con Jeff Lynne y Dhani Harrison. 
En 2005, la vocalista de Rilo Kiley, Jenny Lewis, y The Watson Twins grabaron una versión de «Handle with Care» en el álbum Rabbit Fur Coat.
En 2014, el hijo de George Harrison, Dhani, organizó un concierto homenaje a su padre llamado George Fest - A Night to Celebrate the Music of George Harrison, en el cual varios artistas famosos versionaron canciones de George Harrison. Hacia el final del concierto, se dio una versión del tema a cargo de Brandon Flowers (The Killers), Jonathan Bates, "Weird Al" Yankovic, Britt Daniel, Wayne Coyne y el propio Dhani Harrison. Un álbum que contiene todas las canciones del concierto, se publicó en 2016.

## Lista de canciones
Todas las canciones escritas y compuestas por Traveling Wilburys. 
| Sencillo de 7" |                    |          |  |
| N.º            | Título             | Duración |  |
| 1.             | «Handle with Care» | 3:20     |  |
| 2.             | «Margarita»        | 3:16     |  |

| Sencillo de 12" |                                       |          |  |
| N.º             | Título                                | Duración |  |
| 1.              | «Handle with Care» (Extended Version) | 5:14     |  |
| 2.              | «Margarita»                           | 3:16     |  |

| Sencillo en CD |                                       |          |  |
| N.º            | Título                                | Duración |  |
| 1.             | «Handle with Care» (LP Version)       | 3:20     |  |
| 2.             | «Margarita»                           | 3:16     |  |
| 3.             | «Handle with Care» (Extended Version) | 5:14     |  |